# Join Together/Baby Don't You Do It
Join Together/Baby Don't You Do It è un singolo del gruppo rock inglese The Who, pubblicato nel Regno Unito nel 1972.

## Tracce
Lato A
1. Join Together – 4:18 (Pete Townshend)

Lato B
1. Baby Don't You Do It – 6:15 (Holland-Dozier-Holland)

## Formazione
- Roger Daltrey – voce, cori, armonica
- John Entwistle – basso, cori
- Keith Moon – batteria
- Pete Townshend – chitarra, cori, armonica, sintetizzatore